# Badger (Minnesota)
Badger è un comune degli Stati Uniti d'America, situato nello Stato del Minnesota, nella Contea di Roseau.